# ولتوتا کاداودیا
ولتوتا کاداودیا (به لاتین: Welletota Kadaweediya) یک منطقهٔ مسکونی در سری‌لانکا است که در استان مرکزی (سری‌لانکا) واقع شده‌است.